# Брусе Ролкур
Брусе Ролкур (фр. Broussey-Raulecourt) насеље је и општина у североисточној Француској у региону Лорена, у департману Меза која припада префектури Комерси.
По подацима из 2011. године у општини је живело 258 становника, а густина насељености је износила 12,27 становника/km². Општина се простире на површини од 21,02 km². Налази се на средњој надморској висини од 180 метара (максималној 254 m, а минималној 228 m).

## Демографија
| 1962. | 1968. | 1975. | 1982. | 1990. | 1999. | 2011. |
| ----- | ----- | ----- | ----- | ----- | ----- | ----- |
| 225   | 251   | 212   | 216   | 204   | 217   | 258   |

График промене броја становника у току последњих година